# Hammarstens varv

Amiral von Platen, teckning av Per Wilhelm Cedergren, osignerad och odaterad.

Hammarstens varv var ett varv i Norrköping under första hälften av 1800-talet. Det grundades 1812 av Olof Hammarsten (1773-1837), vilken tillsammans med några köpmän i staden köpte Norrköpings skeppsvarv (Gamla varvet) på dåvarande Skeppsholmen på norra sidan av Motala ström. 
Norrköpings skeppsvarv hade grundats 1743 på Skeppsholmen, där det byggts skepp på 1620-talet. Olof Hammarsten lade efter några år om inriktningen mot den nya fartygstypen ångfartyg. Han samarbetade i början med Samuel Owen i Stockholm, vars ångmaskiner han köpte. Han byggde till en början om en skonert med maskin från Owen. Denna, Norrköping, provkördes på Bråviken midsommaren 1820, endast  två år efter Samuel Owens Amphitrite,  som var Sveriges första ångbåt i reguljär passagerartrafik.
Verksamheten - från 1845 som Gamla Varfvets Bolag - övertogs av Olofs son Per Wilhelm Hammarsten, som 1856 tvingades sälja varvet efter några dåliga affärer i samband med Krimkriget. Köpare var Motala verkstad, som sedan 1842 drivit filialvarvet Motala varv tvärs över Motala ström. 

## Byggda båtar i urval
- 1826 Ormen Långe, hjulångare, 27 meter lång och fyra meter bred
- 1832 Norrköping, hjulångare
- 1833  Amiral von Platen
- 1833 Sleipner, hjulångare
- 1834 Cometen, hjulångare
- Kronan, hjulångare
- 1835 Daniel Thunberg, hjulångare
- 1836 Eric Nordevall, hjulångare
- 1837 Kommendörkapten, hjulångare
- 1837 Thomas Telford, hjulångare, paketfartyg
- 1838 Prins August för trafik i Siljan
- Östergötland
- 1838 Wettern, hjulångare
- 1839 Raketen, hjulångare
- 1839 Active, hjulångare, postångare
- 1841 Cristiania, hjulångare, postångare till Norges postverk
- 1851 B H Santesson till Ringborgs i Norrköping
- 1851 Amiral von Sydow till John Swartz i Norrköping